# Molophilus itoanus
Molophilus itoanus är en tvåvingeart som beskrevs av Alexander 1953. Molophilus itoanus ingår i släktet Molophilus och familjen småharkrankar. Inga underarter finns listade i Catalogue of Life.